# دستری
دستری (به فرانسوی: Destry) یک کمون در فرانسه است که در Canton of Grostenquin واقع شده‌است.

## خصوصیات
دستری ۶٫۹۳ کیلومترمربع مساحت و ۹۰ نفر جمعیت دارد و ۲۰۰ متر بالاتر از سطح دریا واقع شده‌است.